# روسه، بلغارستان
روسه شهری در استان روسه کشور بلغارستان است که جمعیت آن در سال ۲۰۰۱ میلادی ۱۶۲٬۱۲۸ نفر بوده‌است.
روسه پنجمین شهر بزرگ بلغارستان است. این شهر بندری در ساحل جنوبی رود دانوب و در مجاورت مرز رومانی قرار دارد. شهر جورجو رومانی درست در طرف مقابل این شهر در ساحل شمالی رود دانوب قرار دارد.